# Santiago de Cuba
Santiago de Cuba je s více než 495 000 obyvateli druhé největší město na Kubě, hlavní a největší město stejnojmenné provincie Santiago de Cuba. Leží asi 760 km jihovýchodně od hlavního města Havana (vzdušnou čarou). Ve městě se nachází mezinárodní letiště Antonio Maceo (SCU).
Santiago de Cuba bylo založeno 28. června 1515 Španělem Diegem Velázquezem de Cuéllarem. V této době to byla druhá osada na Kubě po Baracoe. O dva roky později byla zničena požárem, ale za pár let se do ní vrátili obyvatelé.
Park Baconao v Santiagu byl roku 1987 vyhlášen za biosférickou rezervaci UNESCO. Na seznamu Světového kulturního dědictví je zapsaná i pevnost San Pedro de la Roca, která měla chránit přístav v Santiagu před útoky pirátů.

## Fotogalerie

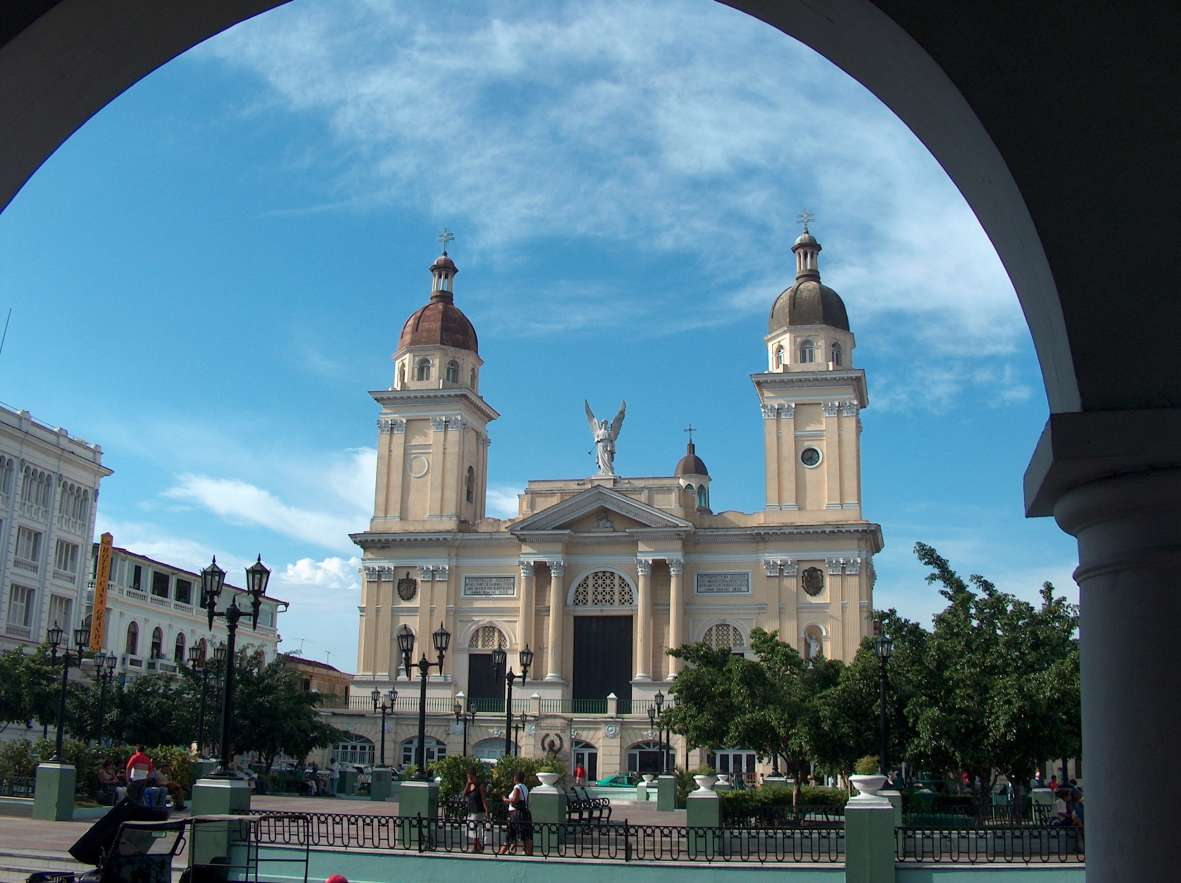
Katedrála v centru města
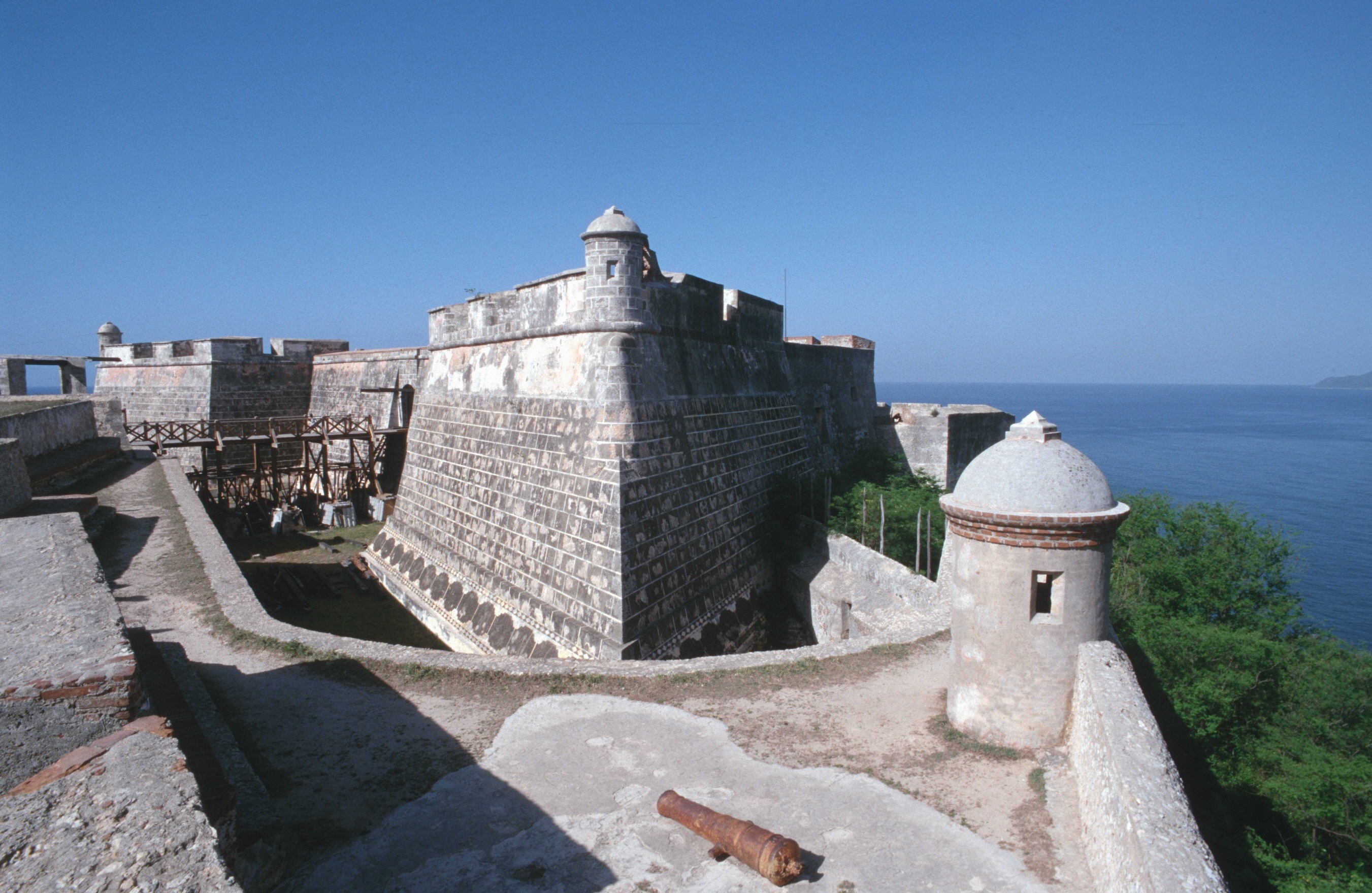
San Pedro de la Roca
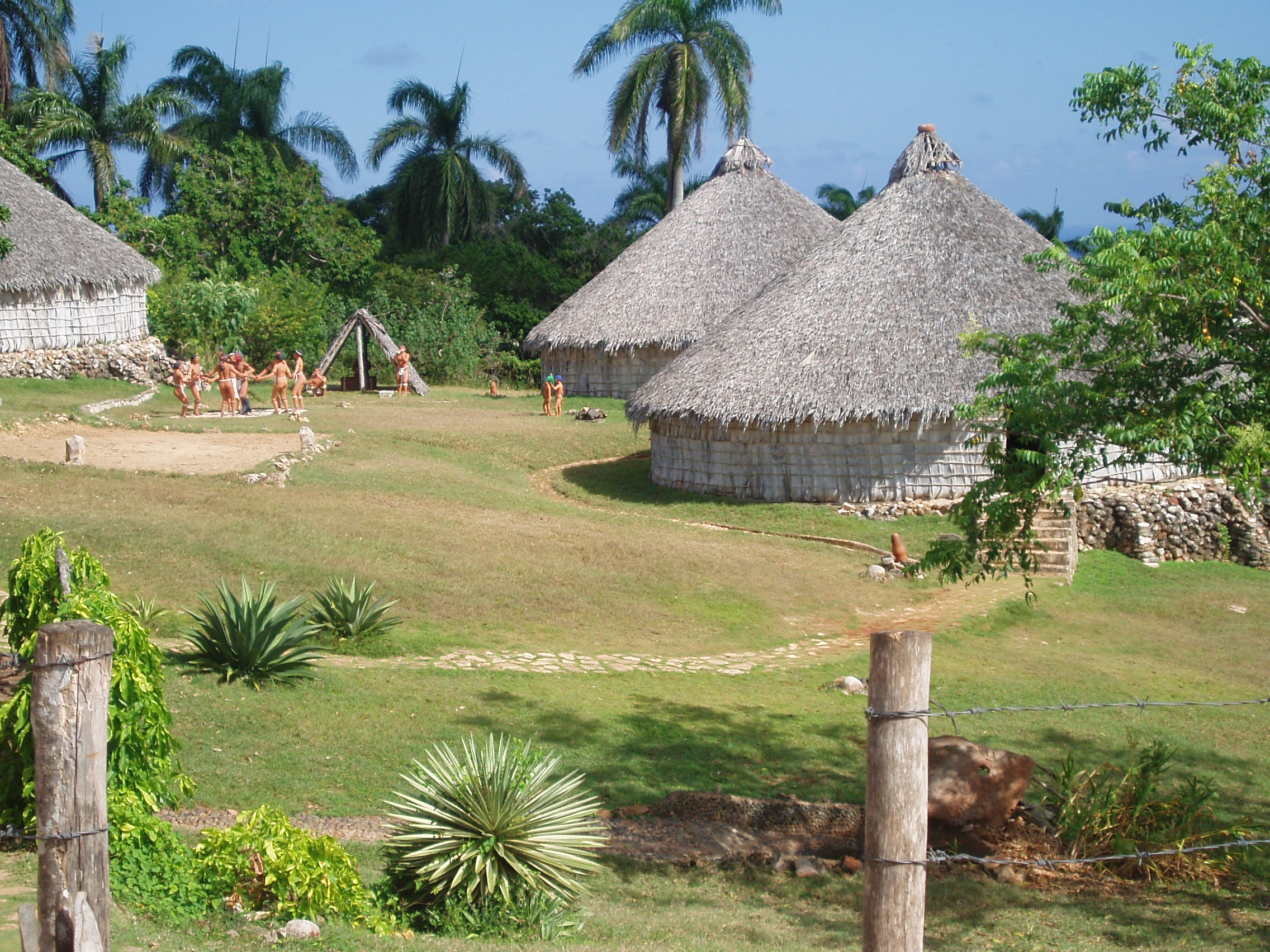
Rekonstrukce osady Taínů v Parku Baconao
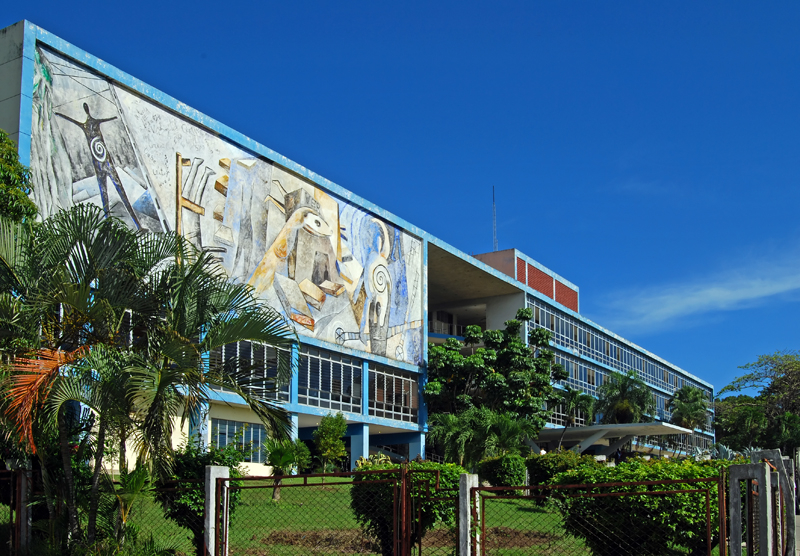
Rektorát zdejší univerzity

## Rodáci
- Paul Lafargue (1842–1911), francouzsko-kubánský novinář a marxistický aktivista[2]
- Vilma Espín (1930–2007), kubánská politička, revolucionářka, předsedkyně Svazu kubánských žen a manželka Raúla Castra[3]
- Rita Marley (* 1946), kubánsko-jamajská zpěvačka, manželka Boba Marleyho[4]
- Alberto Juantorena (* 1950), bývalý kubánský atlet, běžec na středních tratích, dvojnásobný olympijský vítěz v běhu na 400 metrů[5]
- Guillermo Rigondeaux (* 1980), kubánský boxer, dvojnásobný olympijský vítěz z let 2000 a 2004 v bantamové váze[6]

## Partnerská města
- Havana, Kuba